# Sebastien Frank
Sebastien Frank (ur. 9 marca 1979 r.) – francuski snowboardzista. Zajął 12. miejsce w gigancie równoległym na mistrzostwach świata w Madonna di Campiglio. Najlepsze wyniki w Pucharze Świata w snowboardzie osiągnął w sezonie 2001/2002, gdy zajął 17. miejsce w klasyfikacji generalnej.

## Sukcesy

### Mistrzostwa Świata
| Miejsce | Dzień       | Rok  | Miejscowość          | Konkurencja       | Zwycięzca    |
| ------- | ----------- | ---- | -------------------- | ----------------- | ------------ |
| 12.     | 24 stycznia | 2001 | Madonna di Campiglio | Gigant równoległy | Nicolas Huet |

### Puchar Świata

#### Miejsca w klasyfikacji generalnej
- 1998/1999 – 68.
- 1999/2000 – 28.
- 2000/2001 – 58.
- 2001/2002 – 17.

#### Miejsca na podium
1. Livigno – 17 marca 2000 (Snowcross) – 3. miejsce